# Guru Kinayan
Guru Kinayan is een bestuurslaag in het regentschap Karo van de provincie Noord-Sumatra, Indonesië. Guru Kinayan telt 2016 inwoners (volkstelling 2010).